# Anneau (jonglerie)
Pour les articles homonymes, voir Anneau.

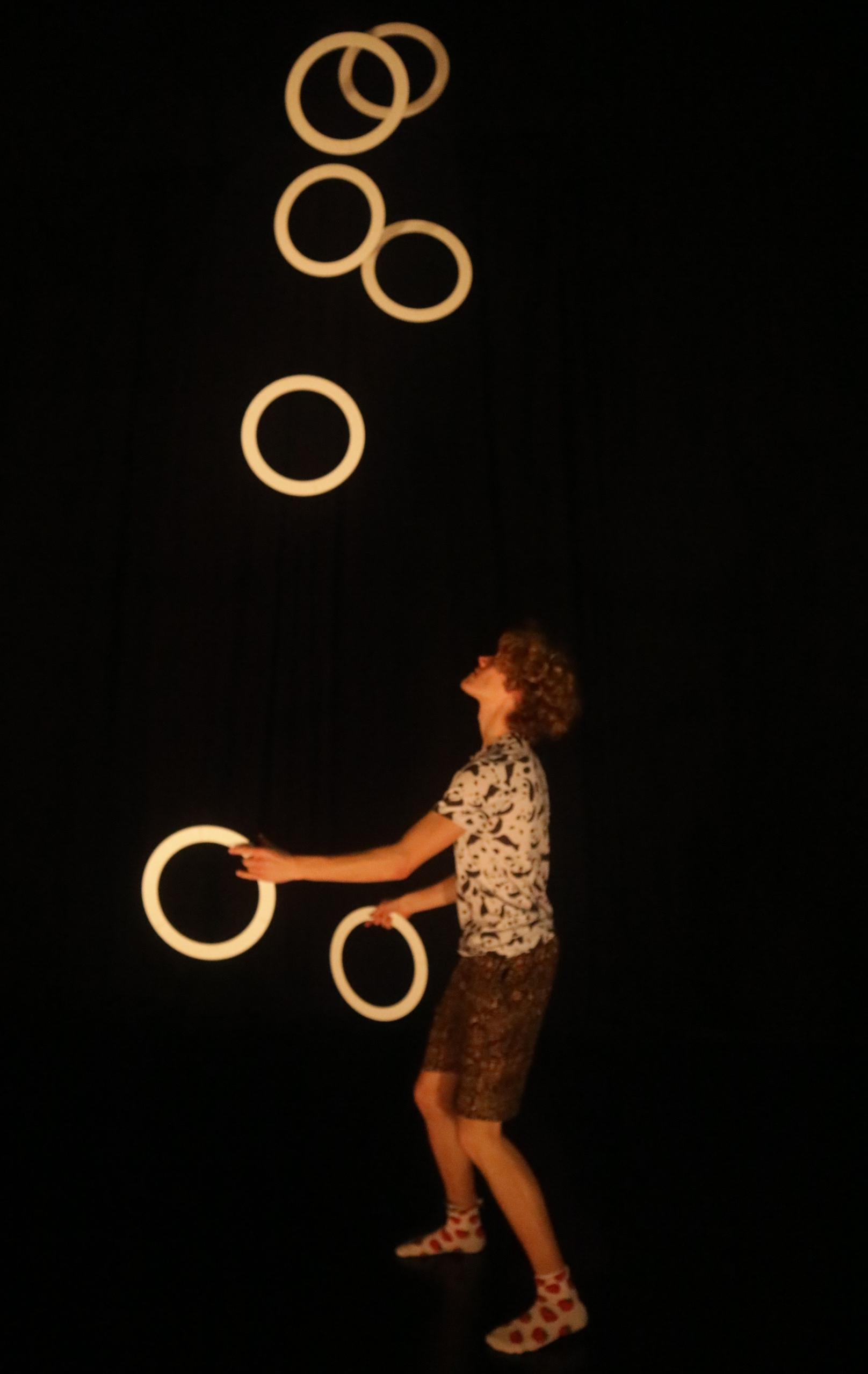
Luca Pferdmenges jonglant avec sept anneaux

Les anneaux font partie avec les balles et les massues des accessoires traditionnels de la jonglerie aérienne. Leur finesse, leur précision à grande hauteur ainsi que la possibilité d’en tenir un grand nombre dans les mains en font un agrès de choix pour jongler avec un grand nombre d’objets.
Ils ont en outre certaines caractéristiques spéciales qui permettent d’élargir le panel traditionnel des figures en jonglerie de lancer :
- ils sont évidés en leur centre, ce qui permet d’y passer un objet ou de les passer autour de la main, du pied ou du cou ;
- leur forme parfaitement ronde permet de faire glisser un anneau en rotation sur un autre ;
- leur dureté et leur équilibre permettent de les faire rebondir au sol. Cet agrès est parfois délaissé par les jongleurs étant donné que sa finesse et sa dureté donnent régulièrement lieu à des heurts douloureux pour le corps et les mains.

Il existe des modèles avec des couleurs différentes de chaque côté, en jonglerie de profil, cela donne un bel effet quand on le retourne en jonglant.
Il existe des modèles à trous, plus stables on jonglerie plein air.
Il existe des modèles lumineux et phosphorescents pour la scène.

## Records du monde avec des anneaux
| Quantité   | Record          | Jongleur              | Nationalité | Année | Ref(s)              |
| ---------- | --------------- | --------------------- | ----------- | ----- | ------------------- |
| 13 anneaux | 13 attrapes     | Albert Lucas          | États Unis  | 2002  | [ 4 ]               |
| 12 anneaux | 16 attrapes     | Willy Colombaioni     | Italie      | 2016  | (Vidéo sur YouTube) |
| 11 anneaux | 21 attrapes     | Lysenko Danila        | Ukraine     | 2020  | (Vidéo sur YouTube) |
| 10 anneaux | 47 attrapes     | Anthony Gatto         | États Unis  | 2005  | (Vidéo sur YouTube) |
| 9 anneaux  | 50 s            | Anthony Gatto         | États Unis  | 2005  | (Vidéo sur YouTube) |
| 8 anneaux  | 1 min 17 s      | Anthony Gatto         | États Unis  | 1989  | (Vidéo sur YouTube) |
| 7 anneaux  | 15 min 6 s      | Anthony Gatto         | États Unis  | 2011  | (Vidéo sur YouTube  |
| 6 anneaux  | 6 min 37 s      | Eivind Dragsjø        | Norvège     | 2022  | (Vidéo sur YouTube) |
| 5 anneaux  | 58 min 22 s     | Caio Stevanovich      | Brésil      | 2022  | (Vidéo sur YouTube) |
| 4 anneaux  | 1 h 20 min 55 s | Maximilian Kuschmierz | Allemagne   | 2022  | (Vidéo sur YouTube) |
| 3 anneaux  | 2 h 21 min 53 s | Kan Kusume            | Japon       | 2020  | (Vidéo sur YouTube) |